# ジョフリー・エルトン
サー・ジョフリー・ルドルフ・エルトン（Sir Geoffrey Rudolph Elton、1921年8月17日 - 1994年12月3日）は、ドイツ生まれのイギリスの歴史家で、テューダー朝時代を専門とした。

## 生い立ち
エルトンは、ヴァイマル共和政期のドイツ、テュービンゲンにゴトフリート・ルドルフ・エーレンベルク (Gottfried Rudolf Ehrenberg) として生まれた。父ヴィクトル・エーレンベルク (Victor Ehrenberg) と母エヴァ・ドロテア・ゾマー (Eva Dorothea Sommer) は、いずれもユダヤ人の学者であった。1929年、エーレンベルク一家は、当時チェコスロバキアの首都であったプラハへ移住した。さらに1939年2月に、エーレンベルク一家はイギリスへ脱出した。1939年から、エーレンベルクは、ウェールズにあるライダル・スクール (Rydal School) というメソジスト派の学校で教育を受けた。そのわずか2年後には、数学、歴史、ドイツ語の補助教員としてライダル校の教職に就いた。ライダル校で働きながら、エーレンベルクはロンドン大学の通信教育課程に学び、1943年に古代史専攻を卒業して学士号を取得した。エーレンベルクは、1943年にイギリス陸軍に徴兵された。兵役中は、情報部隊 (Intelligence Corps) やイースト・サリー連隊 (East Surrey Regiment) に属し、1944年から1946年にはイギリス第8軍の一員としてイタリアに駐留した。この時期、エーレンベルクは自分の名を、ジョフリー・エルトンと英語風に改めた。除隊後、エルトンはロンドン大学で初期近代史 (early modern history) を学び、1949年にPhDを取得した。エルトンは、1947年にイギリス市民権を取得した。

## テューダー朝の統治革命
エルトンの研究のおもな焦点はヘンリー8世に置かれていたが、その成果はエリザベス1世の研究にも大きく貢献した。
エルトンは、1953年の著作『The Tudor Revolution in Government』（「テューダー朝の統治革命」の意）において、トマス・クロムウェルが、それまでの中世的な宮内府統治に代わる、近代的な官僚制統治を創り出した、と主張したことで広く知られるようになった。この変革は、1530年代に起こったものであり、計画的に取り組まれた革命の一部であったと見るべきものである。エルトンによれば、クロムウェル以前のイングランド王国は、国王の私的な所領が大規模になったものでしかなく、その行政の大部分は、独立した国家行政府によらず、王の宮廷の廷臣が担っていた。1532年から1540年まで、ヘンリー8世の主要閣僚であったクロムウェルは、行政府の改革を行い、宮廷を国家から切り離して、近代的な官僚制の統治機構を創り出した。クロムウェルは、テューダー王朝の威光を王国の隅々にまで行き渡らせ、議会の役割と成文法の効力を、根本的に変革したのである。
一連の改革を主導したクロムウェルは、イングランドのその後の安定と成功の基礎を築いたとされる。エルトンは、こうした観点を、1955年の著書で、ベストセラーとなって3版を重ねた『England under the Tudors』や、1973年に『Reform and Renewal: Thomas Cromwell and the Common Weal』としてまとめられた、一連のワイルズ講演 (Wiles Lectures) の記録の中で、綿密に展開した。
エルトンの主張は、テューダー朝を専門とする歴史家たちから様々な批判を浴び、現在では最早、正統的な見解とは見なされなくなっているが、一連の論争におけるエルトンの議論は、テューダー朝の統治機構をめぐるその後の論争、特にクロムウェルが果たした役割についての論争に、深い影響を与えた。

## 歴史的観点
エルトンは、マーガレット・サッチャーとウィンストン・チャーチルの忠実な信奉者であった。エルトンはまた、欠陥だらけの歴史解釈を行なっているとして、マルクス主義の立場をとる歴史家たちを激しく批判した。エルトンは特に、イングランド内戦は16-17世紀の社会経済的変化によって引き起こされたものだとする歴史観に、強く異を唱え、内戦の原因の大部分はステュアート朝の王たちの無能ぶりにあると主張した。エルトンは、歴史家E・H・カーとの論争でも有名であり、カーの主張に対して、レオポルト・フォン・ランケの主張として知られる経験主義的「科学的」歴史学という19世紀的歴史解釈の立場を擁護した。エルトンが1967年に発表した『The Practice of History』（「歴史の実際」の意）は、もっぱらカーの1961年の著作『歴史とは何か』への応答として著されたものであった。
エルトンは、伝統的歴史学の方法論の強力な擁護者であったが、ポストモダニズムの登場によってその立場は揺さぶられ、その問題について「...実のところがらくた同然の知性の欠片を、最高級な思考形態、もっと深い真実なり内省が手に入るのだと吹聴する、悪魔のような誘惑から、無垢な若者たちの人生を護るために、私たちは戦っているのだ」などと述べた。かつての教え子のひとりであるジョン・ガイ (John Guy) によれば、エルトンにはもともと「歴史修正主義的傾向」が備わっており、それはクロムウェルについての著作にも、エリザベス1世統治下の議会についてのジョン・ニール (John Neale) の伝統的解釈への攻撃においても、17世紀半ばのイングランド内戦の原因をより偶発的な政治的要因に求める主張にも、現れているのだという。
エルトンは、歴史家の責務は、実証的な歴史の証拠を集め、その証拠が何を語るものなのかを客観的に分析することだと考えていた。伝統主義者の立場から、エルトンは抽象化された個人に拠らない営力を排し、歴史における個人の役割を強調した。例えば、1963年の著書『Reformation Europe』において、エルトンはマルティン・ルターと神聖ローマ皇帝カール5世の応酬に紙幅の大部分を費やした。エルトンは、歴史学が、人類学や社会学などと学際的に交わることに反対した。エルトンは、政治史こそが最も優れた、最も重要な歴史であると考えていた。エルトンは、神話を創り出すために歴史を追う者、過去を説明するために法則を創る者、あるいは、マルクス主義のような理論を生み出そうとする者には、何の価値もないと考えていた。

## 職歴
エルトンは、まずグラスゴー大学で、次いで1949年以降はケンブリッジ大学クレア・カレッジで教鞭を執り、1983年から1988年までは欽定現代史講座担任教授 (Regius Professor of Modern History) であった。エルトンの教え子には、ジョン・ガイ、ディアメイド・マックロック (Diarmaid MacCulloch)、デイヴィッド・スターキー (David Starkey) らがいた。エルトンは1986年にナイトの称号を授与された。1981年から1990年まで、英国学士院 (British Academy) の出版担当役員を務め、1972年から1976年までは王立歴史学会 (Royal Historical Society) の会長であった。エルトンは、1952年に、同じく歴史家であるシーラ・ランバート (Sheila Lambert) と結婚した。
教育学者のルイス・エルトン (Lewis Elton)は弟であり、その息子であるコメディアンで作家のベン・エルトン (Ben Elton) は甥である。

## 業績
ジョフリー・エルトンは、影響力が大きかった論文集『The Tudor Constitution』の第2版を編集した。その中でエルトンは、テューダー朝の体制はスパルタの混合政体 (mixed constitution) を反映したものだった、とする主教ジョン・ エイルマー (John Aylmer) の総括を支持している。
- The Tudor Revolution in Government: Administrative Changes in the Reign of Henry VIII, Cambridge University Press, 1953.
- England Under The Tudors London: Methuen, 1955, revised edition 1974, third edition 1991.
- The Reformation, Cambridge: Cambridge University Press, 1958.
- Star Chamber Stories London: Methuen, 1958.
- The Tudor Constitution: Documents and Commentary, Cambridge University Press, 1960; second edition, 1982.
- Henry VIII; An essay In Revision London:  Historical Association by Routledge & K. Paul, 1962.
- Reformation Europe, 1517-1559 New York: Harper & Row, 1963.
- The Practice of History London: Fontana Press, 1967.
- Renaissance and Reformation, 1300-1640, edited by G.R. Elton New York: Macmillan 1968.
- The Body of the Whole Realm; Parliament and Representation in Medieval and Tudor England Charlottesville: University Press of Virginia, 1969.
- England, 1200-1640 Ithaca: Cornell University Press, 1969.
- Modern Historians on British History, 1485-1945 A Critical Bibliography London, Methuen, 1970.
- Political History: Principles and Practice, London: Penguin Press, 1970.
- Reform and Renewal: Thomas Cromwell and the Common Weal Cambridge: Cambridge University Press, 1973; ISBN 0-521-09809-2.
- Policy and Police: the Enforcement of the Reformation in the Age of Thomas Cromwell, Cambridge University Press, 1973.
- Studies in Tudor and Stuart Politics and Government: Papers and Reviews, 1945-1972, 4 volumes, Cambridge: Cambridge University Press, 1974-1992.
- Annual bibliography of British and Irish history, Brighton, Sussex [England]:Harvester Press ; Atlantic Highlands, N.J. : Humanities Press for the Royal Historical Society, 1976.
- Reform and Reformation: England 1509-1558, London: Arnold, 1977.
- English Law In The Sixteenth Century : Reform In An Age of Change London: Selden Society, 1979.
- (co-written with Robert Fogel) Which Road to the Past? Two Views of History New Haven, CT: Yale University Press, 1983
- F.W. Maitland London: Weidenfeld and Nicolson, 1985.
- The Parliament of England, 1559-1581 Cambridge University Press, 1986.
- Return to Essentials: Some Reflections on the Present State of Historical Study, Cambridge University Press, 1991.
- Thomas Cromwell Headstart History Papers (ed. Judith Loades), Ipswich, 1991.
- The English Oxford: Blackwell, 1992.